# 브레인 (컴퓨터 바이러스)

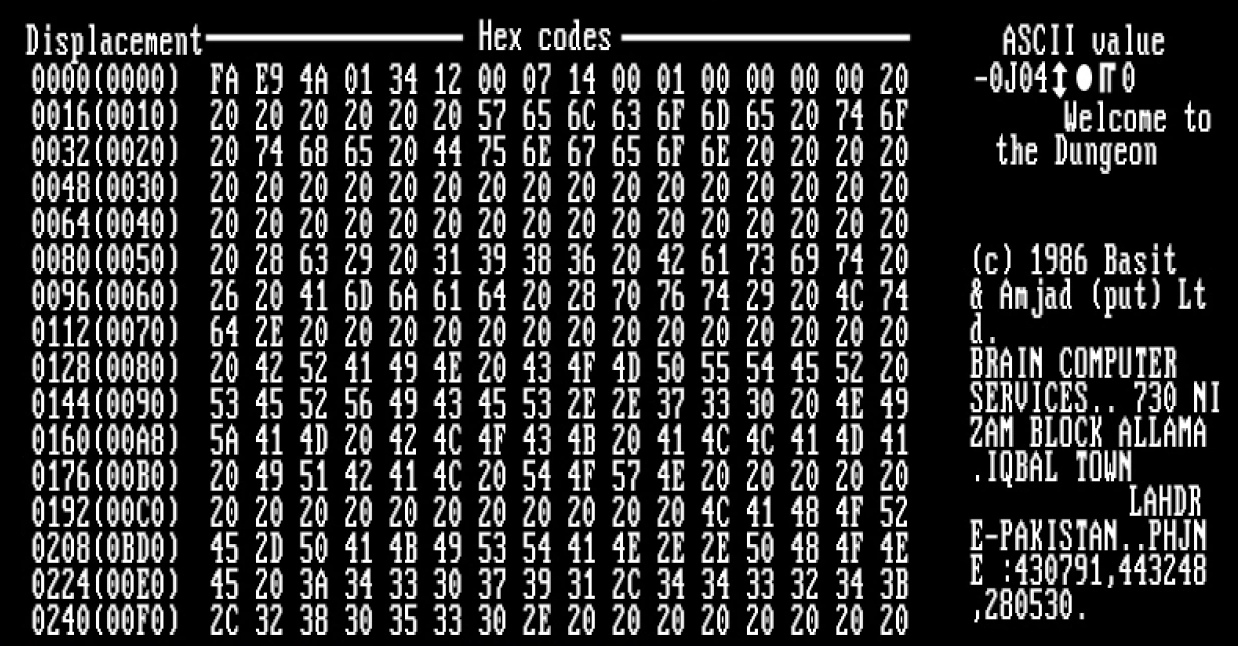
감염된 플로피의 시동 섹터

브레인(©Brain)은 최초의 MS-DOS용 컴퓨터 바이러스로 여겨지는 바이러스이다. 도스 파일 할당 테이블 (FAT) 파일 시스템으로 포맷된 기억 매체의 시동 섹터를 감염시킨다. 이 바이러스는 Lahore, Pakistani, Pakistani Brain, Brain-A, UIUC로도 알려져 있다. 비즈니스위크 잡지는 한때 이 바이러스를 파키스태니 플루(Pakistani flu)로 불렀다. 프로그램 개발자가 불법복제를 방지하기 위해 만든 것으로 알려져 있다.

## 설명
브레인 바이러스는 바이러스 복사본이 담긴 플로피 디스크의 시동 섹터를 바꿔버림으로 컴퓨터를 감염시킨다. 실제 시동 섹터는 다른 섹터로 이동되며 불량 섹터로 표시된다. 감염된 디스크는 보통 5 킬로바이트의 불량 섹터를 가지고 있다. 이 디스크 레이블은 ©Brain으로 바뀌고 다음의 문자열을 감염된 시동 섹터에서 찾을 수 있다:
Welcome to the Dungeon © 1986 Brain & Amjads (pvt) Ltd VIRUS_SHOE RECORD V9.0 Dedicated to the dynamic memories of millions of viruses who are no longer with us today - Thanks GOODNESS!! BEWARE OF THE er..VIRUS : this program is catching program follows after these messages....$#@%$@!!
이 문자열에 대한 여러 변종이 존재한다. 바이러스는 플로피 디스크 드라이브를 느리게 하고 도스에서 사용할 수 있는 7 킬로바이트의 메모리를 만들어낸다. 이 바이러스는 파키스탄의 바시트 파루크 알비(باسط فاروق علوی)와 암자드 파루크 알비(امجد فاروق علوی)가 기록하였다.

## 변종
어셔(Ashar)는 브레인의 오래된 버전으로 여기에 각각 다른 메시지를 담은 여섯 개의 변종이 존재한다.

## 같이 보기
- 크리퍼 바이러스: 최초의 컴퓨터 바이러스